# ウラジーミル・クライネフ
ウラジーミル・フセヴォロドヴィチ・クライネフ（ロシア語: Влади́мир Все́володович Кра́йнев、英語: Vladimir Vsevolodovich Krainev、1944年4月1日 クラスノヤルスク～2011年4月29日）は、ロシア出身のピアニスト・音楽教師。

## 人物
1944年、クラスノヤルスク生まれ。5才でハリコフへ移ったのち、7歳でデビューし、オーケストラと共演してハイドンやベートーヴェンの作品を演奏する。モスクワ中央音楽学校でアナイーダ・スンバチアンに、モスクワ音楽院ではゲンリフ・ネイガウスとスタニスラフ・ネイガウスに師事した。
リスボンやリーズなどの国際的なコンクールを制した後、とりわけ1970年度の第4回モスクワ・チャイコフスキー国際コンクールで輝かしい勝利を収めて、ピアニストとしての活動に入る。著名なオーケストラや指揮者との共演や、ソリストとしての活動によって、世界中で現代の偉大な演奏家の一人として知られるようになった。ウクライナやキルギスタン、カザフスタンで人気のピアニストとして例年コンサートが行われていた。またシュニトケからはいくつかピアノ協奏曲を献呈された。
ハノーファー音楽演劇大学で教鞭を執り、ヨーロッパや東アジアからのピアニストの卵を指導した。1992年にウクライナのハルキウで第1回ヴラディーミル・クライネフ青少年国際ピアノコンクールを開催し、2008年3月には9回を数えるに至った。1994年には、ヴラディーミル・クライネフ青少年ピアニスト財団を設立した。リーズやリスボン、東京、モスクワなどで催される国際的な音楽コンクールで審査員を務めていた。
タチアナ・タラソワと結婚してハノーファーに在住していたが、2011年4月29日、肺動脈瘤により死去。67歳没。
弟子には、イリヤ・ラシュコフスキー、アレクサンダー・クリッヒェル、河村尚子、イム・ドンミン（イム・ドンヒョクの兄）等がいる。

## 家族・親族
- 妻：タチアナ・タラソワ－フィギュアスケート選手。引退後はコーチとして著名。

## 脚註
1. ↑  Умер российский пианист Владимир Крайнев kommersant 2011-4-29